# Organe de réserve

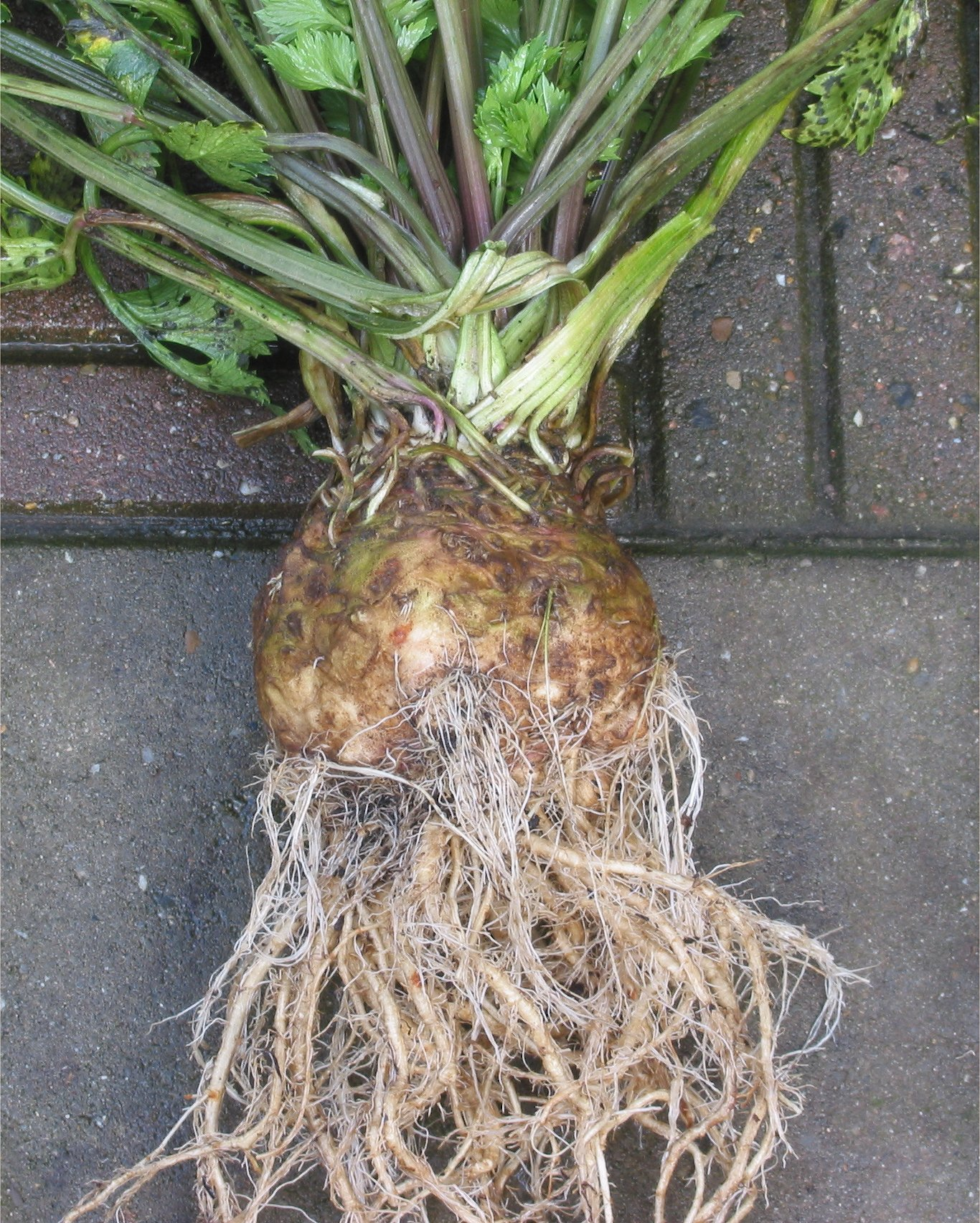
Céleri-rave (racine pivotante tubérisée)

Un organe de réserve est une partie de plante permettant spécifiquement à celle-ci de stocker de l'énergie (généralement sous la forme de glucides) ou de l'eau. Les organes de stockage sont souvent des organes souterrains, qui sont mieux protégés que les parties aériennes des attaques des animaux herbivores. Dans la classification de Raunkier (selon les types biologiques), les plantes qui ont des organes de réserve souterrains portent le nom de géophytes.

## Types botaniques
Dans le langage courant, les organes de réserves souterrains sont généralement assimilés aux racines, aux tubercules et aux bulbes, mais pour les botanistes, il existe une nomenclature plus complète :
- racines :
  - racine tubéreuse,
  - racine pivotante tubérisée ;
- tiges modifiées :
  - corme,
  - tubercule,
  - rhizome,
  - pseudobulbe,
  - caudex ;
- autres :
  - hypocotyle de réserve,
  - bulbe.

## Mise en réserve
La mise en réserve peut être associée à trois processus plus ou moins interdépendants définis comme l'accumulation à court terme, la formation de réserves proprement dites à long terme, et le recyclage (remobilisation lors de sénescence des organes). La formation de réserves stricto sensu correspond à l'accumulation de substances dans les organes associés à la pérennité des plantes (graines, organes de stockage mais aussi écorces et parenchymes ligneux chez les arbres).